# Treignat
Treignat est une commune française, située dans le département de l'Allier en région Auvergne-Rhône-Alpes.

## Géographie
Le village de Treignat se situe à 440 mètres d'altitude à l'ouest des hauteurs de « Larboret » qui atteignent  500 à 570 m sur la commune voisine d'Archignat).
La Magieure, affluent de rive gauche du Cher, prend sa source sur la commune de Treignat et forme peu après l'étang d'Herculat.
La commune est située sur le sentier de grande randonnée de pays : Sur les pas des maîtres sonneurs.

Creuse
|               | Saint-Sauvier  | Archignat       |
| Leyrat Creuse | Treignat       | Saint-Martinien |
|               | Soumans Creuse | Nouhant Creuse  |

### Climat
Pour des articles plus généraux, voir Climat d'Auvergne-Rhône-Alpes et Climat de l'Allier.
En 2010, le climat de la commune est de type climat océanique dégradé des plaines du Centre et du Nord, selon une étude du CNRS s'appuyant sur une série de données couvrant la période 1971-2000. En 2020, Météo-France publie une typologie des climats de la France métropolitaine dans laquelle la commune est exposée à un climat de montagne ou de marges de montagne et est dans la région climatique Ouest et nord-ouest du Massif Central, caractérisée par une pluviométrie annuelle de 900 à 1 500 mm, maximale en automne et en hiver.
Pour la période 1971-2000, la température annuelle moyenne est de 10,2 °C, avec une amplitude thermique annuelle de 15,4 °C. Le cumul annuel moyen de précipitations est de 905 mm, avec 12,2 jours de précipitations en janvier et 7,2 jours en juillet. Pour la période 1991-2020, la température moyenne annuelle observée sur la station météorologique de Météo-France la plus proche, « Boussac_sapc », sur la commune de Boussac à 10 km à vol d'oiseau, est de 11,0 °C et le cumul annuel moyen de précipitations est de 896,4 mm,. Pour l'avenir, les paramètres climatiques de la commune estimés pour 2050 selon différents scénarios d'émission de gaz à effet de serre sont consultables sur un site dédié publié par Météo-France en novembre 2022.

## Urbanisme

### Typologie
Au 1er janvier 2024, Treignat est catégorisée commune rurale à habitat très dispersé, selon la nouvelle grille communale de densité à 7 niveaux définie par l'Insee en 2022.
Elle est située hors unité urbaine. Par ailleurs la commune fait partie de l'aire d'attraction de Montluçon, dont elle est une commune de la couronne,. Cette aire, qui regroupe 58 communes, est catégorisée dans les aires de 50 000 à moins de 200 000 habitants,.

### Occupation des sols

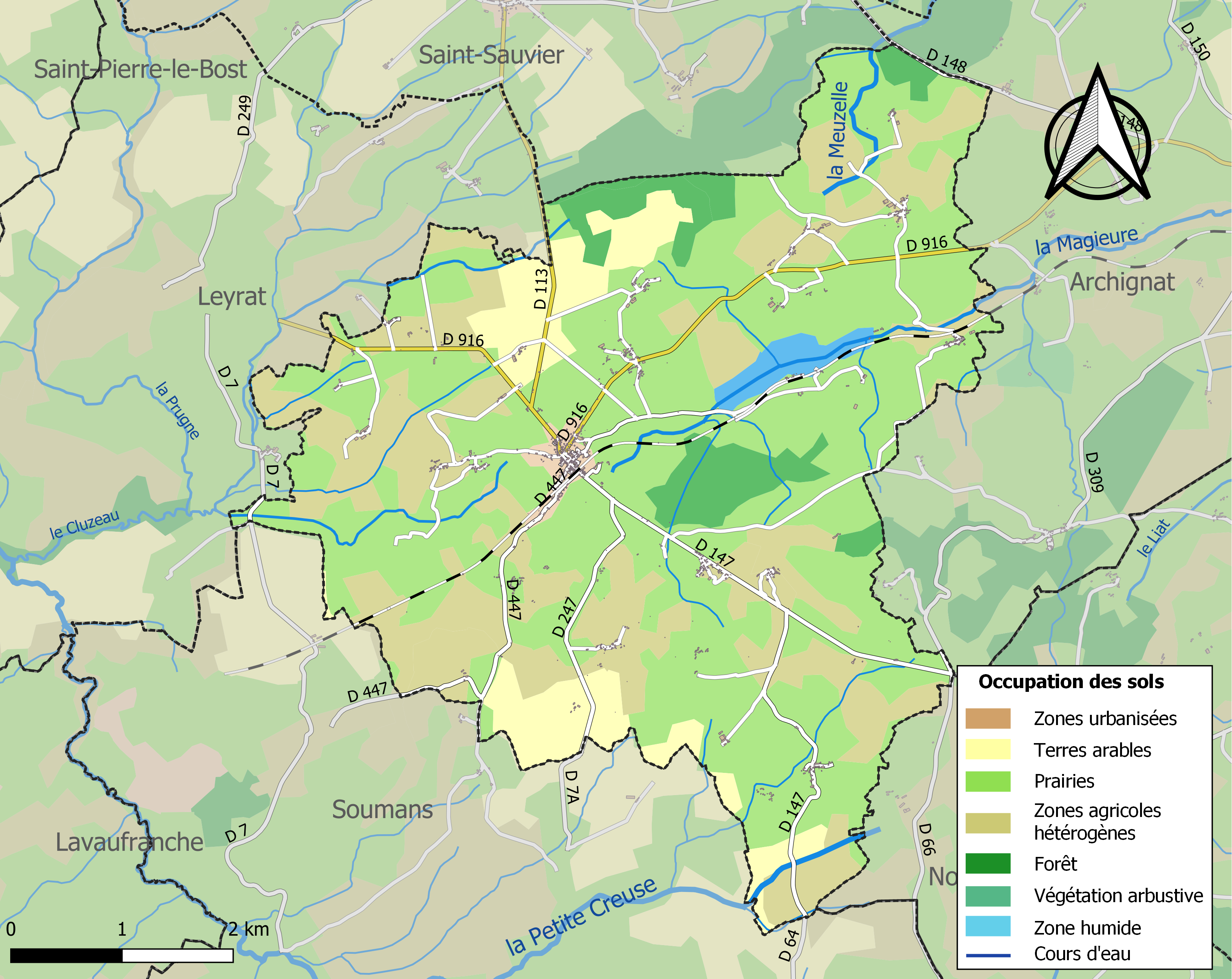
Carte des infrastructures et de l'occupation des sols de la commune en 2018 (CLC).

L'occupation des sols de la commune, telle qu'elle ressort de la base de données européenne d’occupation biophysique des sols Corine Land Cover (CLC), est marquée par l'importance des territoires agricoles (92,1 % en 2018), en diminution par rapport à 1990 (93,2 %). La répartition détaillée en 2018 est la suivante : 
prairies (56,9 %), zones agricoles hétérogènes (26,7 %), terres arables (8,5 %), forêts (5,5 %), eaux continentales (1,4 %), zones urbanisées (1 %).
L'IGN met par ailleurs à disposition un outil en ligne permettant de comparer l’évolution dans le temps de l’occupation des sols de la commune (ou de territoires à des échelles différentes). Plusieurs époques sont accessibles sous forme de cartes ou photos aériennes : la carte de Cassini (XVIIIe siècle), la carte d'état-major (1820-1866) et la période actuelle (1950 à aujourd'hui).

## Histoire

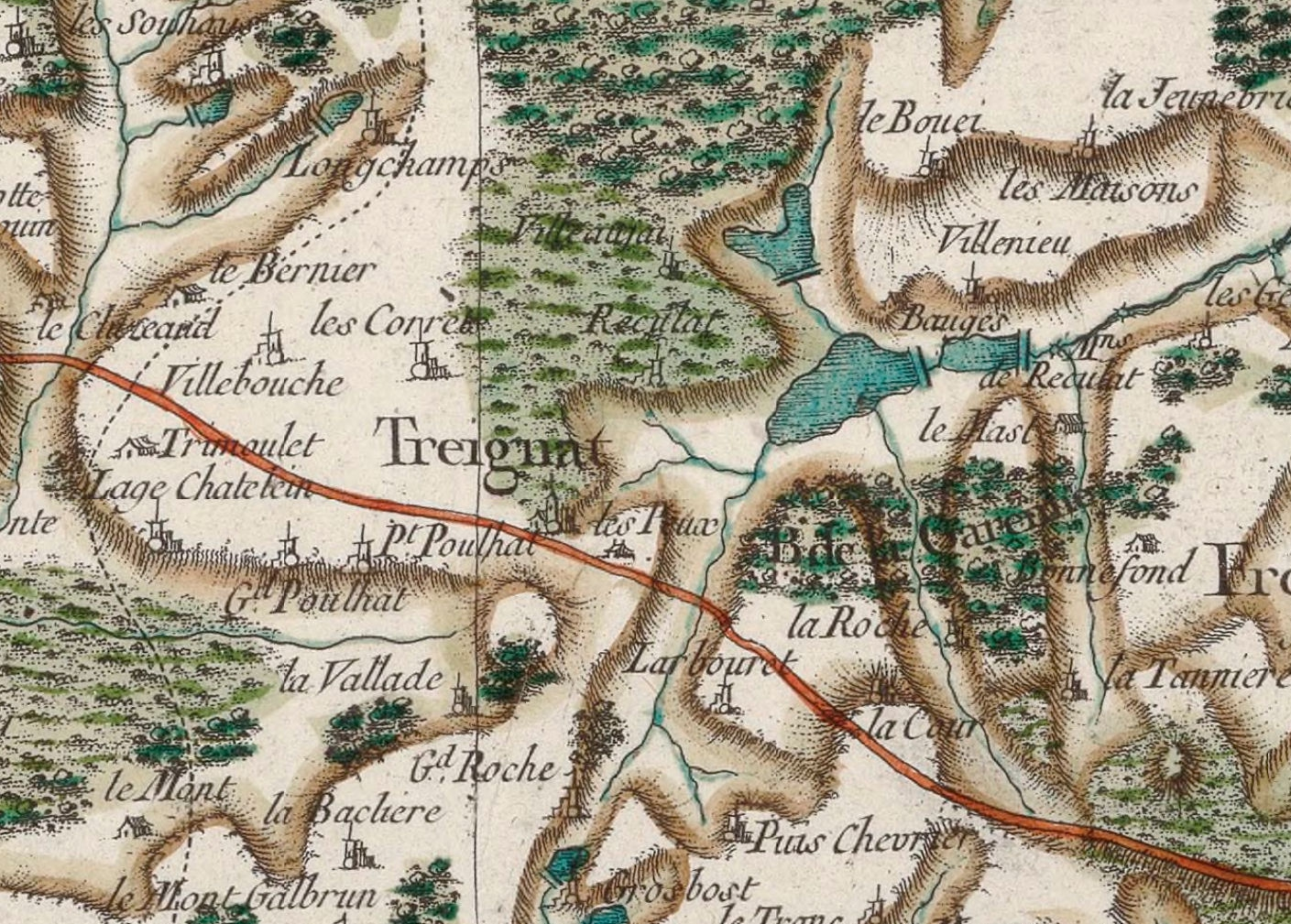
Carte de Cassini du village (vers 1750).

Sur la carte de Caassini, certains hameaux ont changé de nom, comme Reculat qui se nomme Herculat.
Trois étangs, qui ne sont plus que deux aujourd'hui, existaient à l'ouest du village sur le cours de la Magieure.
Plusieurs moulins à eau, appelés moulins de Reculat, fonctionnaient sur cette rivière.

## Politique et administration
| Période                                  | Période                   | Identité           | Étiquette | Qualité                         |
| ---------------------------------------- | ------------------------- | ------------------ | --------- | ------------------------------- |
| Les données manquantes sont à compléter. |                           |                    |           |                                 |
| mars 2001                                | avril 2014                | Michel Bouchauveau | DVG       | Commerçant retraité             |
| avril 2014                               | octobre 2015              | Sébastien Nury     | DVG       | Agriculteur                     |
| 20 octobre 2015                          | En cours (au 9 juin 2020) | Patricia Chouteau, |           | Agricultrice Réélue en mai 2020 |

## Population et société

### Démographie
L'évolution du nombre d'habitants est connue à travers les recensements de la population effectués dans la commune depuis 1793. Pour les communes de moins de 10 000 habitants, une enquête de recensement portant sur toute la population est réalisée tous les cinq ans, les populations de référence des années intermédiaires étant quant à elles estimées par interpolation ou extrapolation. Pour la commune, le premier recensement exhaustif entrant dans le cadre du nouveau dispositif a été réalisé en 2007.

En 2022, la commune comptait 416 habitants, en stagnation par rapport à 2016 (Allier : −1,38 %, France hors Mayotte : +2,11 %).
| 1793 | 1800 | 1806 | 1821 | 1831 | 1836 | 1841 | 1846 | 1851 |
| ---- | ---- | ---- | ---- | ---- | ---- | ---- | ---- | ---- |
| 800  | 505  | 579  | 778  | 855  | 899  | 893  | 934  | 955  |

| 1856 | 1861 | 1866 | 1872  | 1876  | 1881  | 1886  | 1891  | 1896  |
| ---- | ---- | ---- | ----- | ----- | ----- | ----- | ----- | ----- |
| 917  | 911  | 992  | 1 005 | 1 022 | 1 020 | 1 078 | 1 119 | 1 121 |

| 1901  | 1906  | 1911  | 1921  | 1926  | 1931  | 1936 | 1946 | 1954 |
| ----- | ----- | ----- | ----- | ----- | ----- | ---- | ---- | ---- |
| 1 140 | 1 202 | 1 216 | 1 048 | 1 045 | 1 028 | 974  | 961  | 921  |

| 1962 | 1968 | 1975 | 1982 | 1990 | 1999 | 2006 | 2007 | 2012 |
| ---- | ---- | ---- | ---- | ---- | ---- | ---- | ---- | ---- |
| 814  | 738  | 677  | 575  | 531  | 475  | 455  | 452  | 448  |

| 2017 | 2022 | - | - | - | - | - | - | - |
| ---- | ---- | - | - | - | - | - | - | - |
| 396  | 416  | - | - | - | - | - | - | - |

### Événements
Depuis le 7 octobre 2006, la commune de Treignat accueille une école des sciences extra-scolaire au premier étage de la salle des fêtes. Elle propose tous les quinze jours hors vacances scolaires des activités scientifiques à destination de tout public, en particulier des jeunes. Elle propose par exemple : chimie des couleurs, électricité, construction de fusées à eau, initiation à la robotique et à la programmation avec les robots-tortue (langage LOGO)…
Depuis le 4 juillet 2003, la commune de Treignat accueille le seul musée de France consacré exclusivement aux cyclomoteurs (musée de la mob'), ainsi qu'un atelier associatif pour la remise en état et l'entretien de ces engins ; sous l'égide de l'association « Le garage à tasses », chacun peut venir apprendre ou faire profiter de son savoir, constituant ainsi un réseau d'entraide entre passionnés et usagers nombreux dans les milieux ruraux. L'association organise également de nombreuses randonnées en mob' ainsi qu'un important rassemblement de cyclomoteurs le 4e dimanche d'octobre.
Le 14 juillet 2000, lors du pique-nique géant qui avait lieu sur la méridienne verte, les coureurs se sont retrouvés à Treignat, qui est situé sur cette méridienne.

## Culture locale et patrimoine

### Lieux et monuments

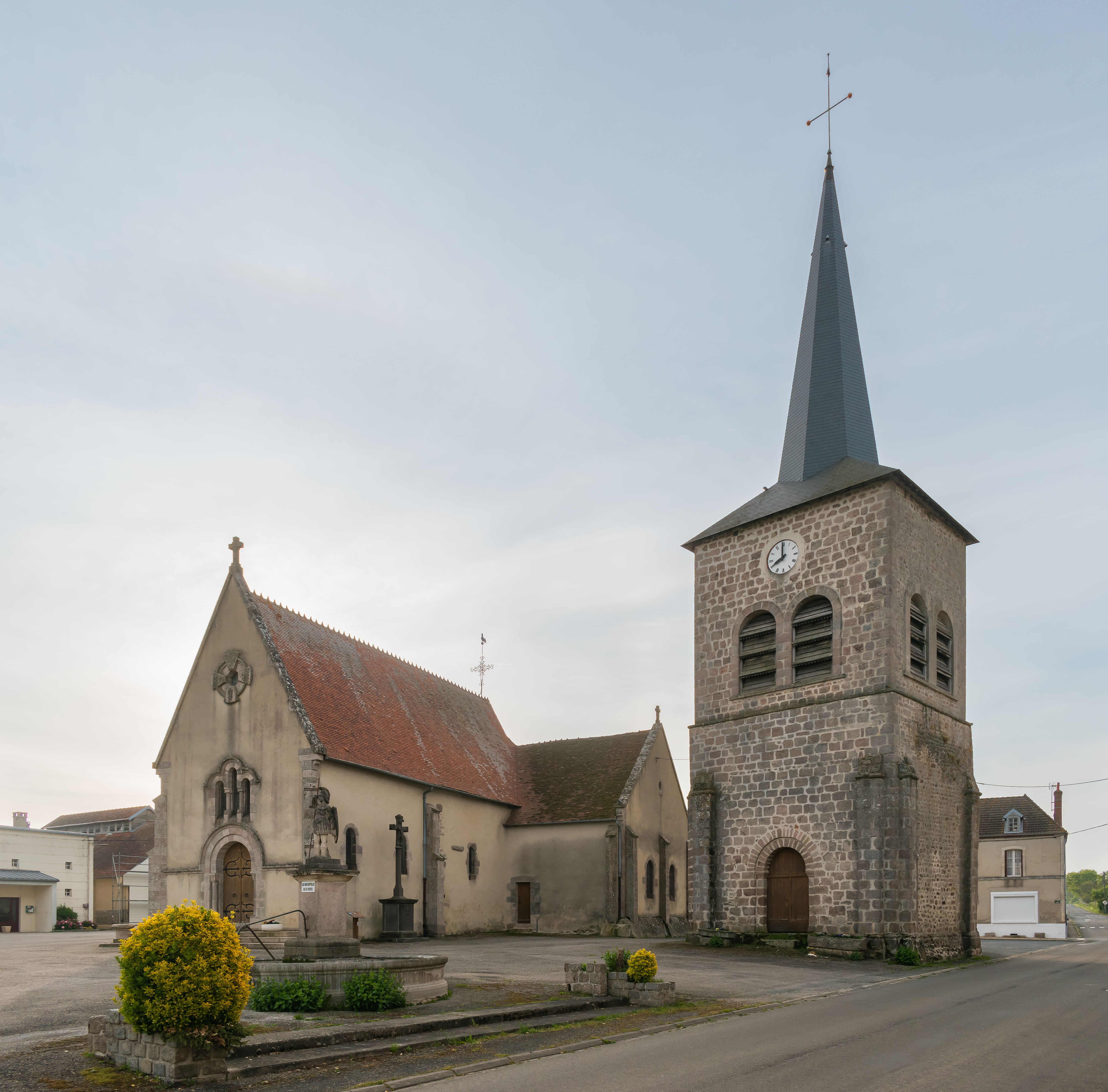
L'église Saint-Julien et le clocher de l'église Saint-Gervais

- Église Saint-Gervais en deux parties du XIIIe siècle, remaniée au XIXe siècle. Il y avait anciennement deux églises voisines, l'église prieurale Saint-Gervais et l'église paroissiale Saint-Julien. De l'ancienne église Saint-Gervais, il ne reste que le clocher carré, séparé de l'église actuelle, dédiée à saint Gervais mais établie dans les murs de l'ancienne église Saint-Julien. L'église contient le tombeau de la famille Le Groing (XVIe siècle, remanié au XIXe siècle), famille qui possédait les seigneuries de Villebouche et d'Herculat sur la paroisse de Treignat. Ce tombeau comporte un gisant de calcaire beige et abrite les sépultures d'Antoine Le Groing (mort le 18 mars 1505 selon son épitaphe sur la dalle du gisant) et de son frère Jean (mort le 26 septembre 1525 à Pavie, sans doute de blessures reçues à la bataille de Marignan le 14 septembre), dont l'épitaphe figure au fond de l'enfeu[21].
- Étang d'Herculat. Plan d'eau de 18 ha (camping, pêche, baignade).
- Musée de la mob'. Musée consacré à l'histoire du moyen de transport le plus populaire après guerre : le cyclomoteur ou mobylette[22].

### Personnalités liées à la commune
- Alexandre Dumas (1852-1941), maire de Montluçon (1888-1892), député de l'Allier (1889-1893) ; il est né à Treignat.
- Guy Bouchauveau (1944-2016), humoriste sourd, cofondateur de l'Académie de la langue des signes française, né à Treignat.
- Bernard Guillot (1950-2021), peintre et photographe français ; il repose dans le cimetière communal auprès de ses parents ; il avait sa maison de famille au lieu-dit Les Boueix de Treignat[23].

### Héraldique
| Blason de Treignat | Blason  | Tiercé en pairle au 1er d’argent à la tête de lion de gueules, au 2e de sinople à l’église du lieu d'argent essorée d’azur ouverte et ajourée de gueules, au 3e d’azur au soldat romain tenant dans sa dextre une lance et de sa senestre un bouclier, le tout au naturel. |
| Blason de Treignat | Détails | Le statut officiel du blason reste à déterminer. |